# Sofía Camará
Sofía Camará, nombre artístico de Pablo Carayani Camará (1 de marzo de 1991, Concordia) es una drag queen argentina, conocida por competir en la primera y segunda temporada del programa chileno The Switch Drag Race.

## Primeros años
Siendo Pablo un hombre gay, comenzó a sufrir homofobia a una edad muy temprana, así como rechazo social y acoso escolar, llegando incluso a plantearse el suicidio. Fue a través del arte y las clases de danza que pudo salir adelante y superar su situación.
Fue en 2005 cuando creó el que sería su personaje drag, Sofía Camará, el cual creó inspirándose en las antiguas divas de Hollywood, las estrellas de cine y las ganadoras de Miss Universo.

## Carrera
En 2015 compitió en la primera temporada de The Switch Drag Race, spin-off chileno del programa estadounidense RuPaul's Drag Race.
En 2018 Sofía volvió a competir en The Switch Drag Race, esta vez en su segunda temporada. Sofía tuvo un buen paso por el programa y finalmente se posicionó como una de las cuatro finalistas, compartiendo el puesto con Gia Gunn, Pavel Arámbula y Leona Winter, quien finalmente fue la ganadora de la temporada. Ese mismo año, tras su segunda temporada en la competición, Sofía acudió como invitada para ser entrevistada en el programa Hay que ver, donde habló sobre su reciente éxito en el programa chileno y su cada vez más notable carrera en el transformismo.
En 2019 acudió como invitada al programa de televisión Corte y confección, ejerciendo además como parte del jurado. También el 11 de octubre de ese mismo año abrió el programa Sigamos de largo con la colaboración de la transformista Arianda Sodi y el periodista Sergio Lagos.
En 2020 participó en el lanzamiento del Carnaval Federaense en el municipio de Federación, Argentina.

## Filmografía

### Televisión
| Año       | Título                      | Papel       | Notas                        |
| --------- | --------------------------- | ----------- | ---------------------------- |
| 2015–2016 | The Switch Drag Race        | Concursante | 3.er puesto / 1.er eliminada |
| 2018      | The Switch 2                | Concursante | 2.do puesto                  |
| 2020      | Bailando por un sueño Chile | Concursante | Cancelado                    |
| 2024      | ¿Ganar o servir?            | Concursante | 12.° eliminado               |
| 2025      | Top Chef VIP Chile          | Concursante | 3.° eliminado                |